# Július Kozma
Július Kozma (ur. 1 czerwca 1929 w Bratysławie, zm. 26 listopada 2009) – słowacki szachista i dziennikarz sportowy, mistrz międzynarodowy od 1957 roku.

## Kariera szachowa
W drugiej połowie lat 50. oraz w latach 60. XX wieku należał do ścisłej czołówki szachistów Czechosłowacji. W barwach tego kraju dwukrotnie (1958, 1960) wystąpił na szachowych olimpiadach oraz trzykrotnie (1957, 1961, 1970) na drużynowych mistrzostwach Europy, w 1957 r. w Wiedniu zdobywając dwa medale: srebrny za indywidualny wynik na V szachownicy oraz brązowy, wspólnie z drużyną. Był również pięciokrotnym uczestnikiem drużynowych mistrzostw świata studentów (w latach 1954–1958), zdobywając dwa złote (1954 – wspólnie z drużyną oraz za indywidualny wynik na III szachownicy) oraz dwa brązowe medale (1957, 1958 – wspólnie z drużyną).
Wielokrotnie startował w finałach indywidualnych mistrzostw Czechosłowacji, największy sukces odnosząc w 1967 r. w Bratysławie, gdzie zdobył złoty medal. W latach 1955 i 1956 dwukrotnie zdobył tytuły mistrza Armii Czechosłowackiej. Odniósł kilka sukcesów w turniejach międzynarodowych, m.in. I m. w Bratysławie (1957), dz. III m. w Mariańskich Łaźniach (1959, za Lwem Poługajewskim i Laszlo Szabo, wspólnie z Maximiliánem Ujtelkym), dz. III m. w Krakowie (1959, za Wiktorem Korcznojem i Eero Böökiem, wspólnie z Jerzym Kostro), VI m. w Budapeszcie (1960, turniej strefowy, za Gedeonem Barczą, Mario Bertokiem, Aleksandarem Matanoviciem, Istvanem Bilkiem i Theo van Scheltingą) oraz dwukrotnie w Reggio Emilii (1966/67, dz. III m. za Victorem Ciocâlteą i Dragoljubem Čiriciem, wspólnie z Károlym Honfim i 1969/70, dz. II m. za Sergio Mariottim, wspólnie z Mario Bertokiem i Alvisem Zichichim).
Według retrospektywnego systemu rankingowego Chessmetrics, najwyższej sklasyfikowany był w styczniu 1960 r., zajmował wówczas 94. miejsce na świecie.
Przez wiele lat zajmował się dziennikarstwem sportowym, napisał również kilka książek poświęconych tej tematyce.

## Wybrane publikacje
- Boje o šachový trón, Bratysława 1976
- Šachové Olympiády, Bratysława 1984 (wspólnie z Lubomirem Ftačnikiem i Janem Plachetką)
- Album slávnych športovcov VI, Bratysława 1990